# غرسواره (مقاطعة تشرام)
غرسواره (بالفارسية: گرسواره) هي قرية تقع في قسم تشرام الريفي (مقاطعة تشرام) في إيران. يقدر عدد سكانها بـ 26 نسمة بحسب إحصاء 2016.